# Roca de Suquer
El Roca de Suquer és una muntanya de 1.639 metres que es troba al municipi de Gósol, a la comarca catalana del Berguedà.